# Pet cerkvenih zapovedi
Poleg desetih Božjih zapovedi veže rimokatoličane še pet cerkvenih zapovedi, ki so zapisane v Katekizmu Katoliške Cerkve 2042-2043 (Kompendij KKC 432). Dikcija in vsebina se lahko spreminjata, ker gre za cerkvenopravna in ne božjepravna določila. »Petere cerkvene zapovedi imajo za svoj cilj, da vernikom zagotavljajo nujno potrebno najmanjšo mero duha molitve, zakramentalnega življenja, nravnega prizadevanja in rasti ljubezni do Boga in do bližnjega« (KKKC 431).
Sedanje besedilo je takšno:
1. Udeležuj se maše v nedeljo in druge zapovedane praznike in ne opravljaj nobenih del in dejavnosti, ki ogrožajo posvečevanje teh dni.
2. Spovej se svojih grehov vsaj enkrat na leto.
3. Prejmi zakrament evharistije vsaj ob veliki noči.
4. Posti se zapovedane postne dni.
5. Po svojih zmožnostih podpiraj Cerkev v njenih gmotnih potrebah.

Pred Katekizmom iz leta 1993 je bila peta zapoved drugačna: »Sklepaj zakon po cerkvenih določbah,« pa tudi ostale so bile drugače razporejene:
1. Posvečuj zapovedane praznike.
2. Bodi ob nedeljah in zapovedanih praznikih pobožno pri sveti maši.
3. Posti se zapovedane postne dni.
4. Spovej se svojih grehov vsaj enkrat na leto in vsaj v velikonočnem času prejmi sveto Rešnje telo.
5. Sklepaj zakon po cerkvenih določbah.